# Kabinetscrisis uit 1972 over het financieel-economisch beleid
Het uittreden van DS'70 leidde in 1972 tot een kabinetscrisis in het Nederlands kabinet.
Op 20 juli 1972 viel nogal onverwacht - althans voor de buitenwereld - het een jaar eerder gevormde kabinet-Biesheuvel I. De ministers van DS'70 (Drees jr. en De Brauw) konden zich niet verenigen met het voorgestelde financieel-economische beleid.
Het kabinet-Biesheuvel I was na de verkiezingen van 1971 gevormd. Die verkiezingen betekenden een nederlaag voor de regeringscombinatie van KVP, ARP, CHU en VVD. Alleen dankzij DS'70, een afsplitsing van de PvdA, die direct acht zetels haalde, kon worden doorgeregeerd.
Na het uitbreken van de crisis werd nog gepoogd te lijmen, maar uiteindelijk bleven de vier overgebleven partijen als minderheidskabinet regeren. Dit kabinet-Biesheuvel II schreef voor november 1972 vervroegde verkiezingen uit. Na die verkiezingen werd het kabinet-Den Uyl gevormd.

## Achtergrond

### Verkiezingen en formatie 1971
De verkiezingen van 28 april 1971 kunnen als een keerpunt in de naoorlogse periode worden gezien. De drie christendemocratische partijen verloren samen elf zetels; de centrumrechtse coalitie verloor haar meerderheid. Winnaars waren DS'70 (nieuw met acht zetels), D66 (winst vier) en de PvdA (winst twee).
Na de verkiezingen trad de KVP'er Steenkamp op als informateur. Biesheuvel formeert daarna een vijfpartijen-kabinet (KVP, ARP, CHU, VVD en DS'70). De leiders van de zittende coalitie hadden hierover reeds voor de verkiezingen informele afspraken gemaakt tijdens een bezoek van een parlementaire delegatie aan Londen. De deelname van DS'70 was nodig, omdat er anders geen meerderheid zou zijn.
DS'70 hamerde op gezondmaking van de overheidsfinanciën, op een actief anti-inflatiebeleid en op het invoeren van het zogenaamde profijtbeginsel. Dat laatste hield in dat mensen die van een bepaalde voorziening gebruik maakten (bijvoorbeeld van universitair onderwijs), daarvoor ook moesten betalen.
In verband met de zetelverdeling in het kabinet werden twee nieuwe ministersposten gecreëerd, Volksgezondheid en Milieuhygiëne en Wetenschappelijk Onderwijs en Wetenschapsbeleid (zonder portefeuille). Die laatste post werd door de DS'70'er De Brauw bezet.

### Kabinet
Het kabinet werd vanaf het begin flink aangevallen door de (linkse) oppositie. Met name de bezuinigingen bij het welzijnswerk van minister Engels en de onderwijsplannen van de ministers Van Veen en De Brauw werden onder vuur genomen.
Een veel heftiger botsing ontstond toen de nieuwe minister van Justitie, de KVP'er Van Agt, in februari 1972 meedeelde dat het kabinet voornemens was positief te reageren op een gratieverzoek van drie tot levenslang veroordeelde Duitse oorlogsmisdadigers (de 'Drie van Breda'). In het kabinet waren de meningen verdeeld, waarbij vooral de VVD-ministers bezwaren hadden tegen eventuele gratie.
Op dit voornemen werd in de samenleving zeer emotioneel in afwijzende zin geageerd. Voorstanders van gratie en de minister werden bovendien persoonlijk bedreigd. De protesten werden nog eens zeer indringend naar voren gebracht tijdens een door de Tweede Kamer belegde hoorzitting, de dag voor een Kamerdebat. Tijdens dat debat werd een motie-Voogd (PvdA) aangenomen, waarin de Kamer het kabinet vroeg zijn voornemen niet uit te voeren. Dit gebeurde dan uiteindelijk ook niet.
Een tweede botsing met het parlement en de samenleving ontstond over een wetsvoorstel van minister De Brauw om het collegegeld te verhogen van f 200 naar f 1000, de zogenaamde duizendguldenwet. Studenten en hoogleraren, maar ook veel politici, liepen hiertegen te hoop, omdat zij vreesden dat het hoger onderwijs niet langer voor iedereen toegankelijk zou zijn.
Met zeer veel moeite, en onder dreiging van een kabinetscrisis, wist minister De Brauw zijn voorstel uiteindelijk op 4 juli door de Eerste Kamer te loodsen.

## Begroting 1973
Ook op financieel-economisch gebied had het kabinet te maken met tegenwind. Het begrotingstekort liep op en de inflatie steeg. De VVD drong daarbij aan op verdergaande bezuinigingen. Vanuit de KVP kwamen geluiden om de jaarlijkse indexering van de loon- en inkomstenbelasting (de inflatiecorrectie) twee jaar niet te laten doorgaan. Dit was voor de VVD weer onverteerbaar.
Vanuit DS'70 werd aangedrongen op een actief loonbeleid. Daar voelde minister Boersma op zijn beurt niets voor, omdat ingrijpen in de lonen de relatie met de vakbonden ernstig zou verstoren. Minister-president Biesheuvel steunde hem daarin.

## Crisis
Onder dat gesternte vonden de begrotingsbesprekingen voor 1973 plaats. Op 16 juli kwam een eindvoorstel van premier Biesheuvel in bespreking in de ministerraad. Een besluit over het loon- en prijsbeleid werd door hem uitgesteld tot september. Het was voor de ministers 'slikken of stikken'.
De DS'70-ministers wezen de voorgestelde bezuinigingen op hun begrotingen af, omdat onder andere het openbaar vervoer en de academische ziekenhuizen het moesten ontgelden. Volgens hen had minister Nelissen van Financiën op een ondoordachte wijze het 'rode potlood' gehanteerd. Of, zoals De Brauw zei, "Men mag mij een vuile boef noemen om de verhoging van de collegegelden, maar niet om de zieken die men nu buiten de deur houdt."
Nadat Drees en De Brauw (en de twee DS'70-staatssecretarissen) hadden besloten op te stappen, en hun partij daarmee instemde, ging Biesheuvel op 19 juli naar de koningin om de val van zijn kabinet mee te delen. De koningin legde zich pas een dag later bij die val neer. Via een extra kabinetsvergadering moest Biesheuvel eerst nog eens vaststellen dat de breuk onvermijdelijk was, en niet alleen het gevolg van de wijze van besluitvorming.

## Nasleep

### Lijmpoging
Biesheuvel werd hierna tot formateur van 'een kabinet' benoemd. Hij stuurde aan op vorming van een vierpartijenkabinet dat verkiezingen moest uitschrijven. Een paar dagen later werd er echter alsnog een poging ondernomen om de breuk te lijmen. Er bleek een meevaller te zijn van f 70 miljoen en de VVD sprak zich uit voor een lijmpoging.
Formateur Biesheuvel trok hierop een adviseur aan, oud-minister Ynso Scholten (CHU), die moet onderzoeken of 'lijmen' inderdaad mogelijk was. Zijn uiteindelijke voorstel (op 3 augustus) week echter nauwelijks af van wat eerder door het kabinet was besloten. Omdat er ook geen uitspraak werd gedaan over eventueel ingrijpen in de lonen, was dit voor DS'70 onaanvaardbaar.

### Biesheuvel II
Hoewel de VVD ten aanzien van het loonbeleid de zijde van DS'70 leek te zullen kiezen, besloot die partij toch steun te geven aan voortzetting van het kabinet-Biesheuvel. Biesheuvel gaf hierop zijn formatie-opdracht terug en concludeerde dat zijn kabinet (maar uiteraard zonder DS'70) gewoon kon aanblijven. Soms wordt het kabinet-Biesheuvel II daarom ook wel beschouwd als een voortzetting van het kabinet-Biesheuvel, dat dan geen nummer nodig heeft.
Het kabinet zou, aldus de minister-president, als volwaardig minderheidskabinet fungeren. Het kwam zowel met diverse wetsvoorstellen als met een volledige begroting voor 1973. Door de lange duur van de kabinetsformatie kon het nog tot mei 1973 regeren, nadat al op 29 november 1972 verkiezingen waren gehouden.